# Sayaka Matsumotová
Sayaka Anne Matsumotová (provd. Torraová) (* 5. prosince 1982 Saitama) je bývalá americká zápasnice – judistka.

## Sportovní kariéra
Narodila se v Japonsku Američanům asijského původu. Vyrůstala v El Cerrito na předměstí kalifornského Richmondu. S judem začala v 5 letech pod vedením svého otce Davida. V americké ženské reprezentaci se prosazovala od roku 2001 v superlehké váze do 48 kg. V roce 2004 sice vyhrála americkou olympijskou kvalifikaci na olympijské hry v Athénách, ale Spojené státy nevybojovali v její váze kvalifikační kvótu. Na olympijskou premiéru si počkala za čtyři roky na olympijské hry v Pekingu v roce 2008. Olympijský los k ní však nebyl přívětivý. V úvodním kole sice potrápila, ale prohrála na body (yuko) s favorizovanou Japonkou Rjóko Taniovou.

## Výsledky
| Turnaj                  | 2000            | 2001            | 2002            | 2003            | 2004            | 2005            | 2006            | 2007            | 2008            |
| Turnaj                  | 18              | 19              | 20              | 21              | 22              | 23              | 24              | 25              | 26              |
| Turnaj                  | superlehká váha | superlehká váha | superlehká váha | superlehká váha | superlehká váha | superlehká váha | superlehká váha | superlehká váha | superlehká váha |
| ----------------------- | --------------- | --------------- | --------------- | --------------- | --------------- | --------------- | --------------- | --------------- | --------------- |
| Olympijské hry          | —               |                 |                 |                 | —               |                 |                 |                 | úč.             |
| Mistrovství světa       |                 | úč.             |                 | úč.             |                 | úč.             |                 | —               |                 |
| Panamerické hry         |                 |                 |                 | 7.              |                 |                 |                 | —               |                 |
| Panamerické mistrovství | 3.              | —               | 5.              | 2.              | 5.              | 3.              | 3.              | —               | 5.              |
| MS juniorů              | 2.              |                 |                 |                 |                 |                 |                 |                 |                 |